# Нивелир

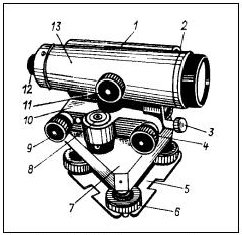
Нивелир Н-3
1 — цилиндрический уровень,
2 — мушка,
3 — закрепительный винт,
4 — наводящий винт,
5 — упругая пластинка,
6 — подъёмные винты,
7 — подставка (трегер),
8 — круглый уровень
9 — элевационный винт,
10 — опорная площадка,
11 — винт кремальеры,
12 — окуляр,
13 — зрительная труба

Нивели́р (от фр. niveler — «уравнивать», «ставить в уровень») — геодезический инструмент для нивелирования, то есть определения разности высот между несколькими точками земной поверхности. Основной метод определения превышений — геометрическое нивелирование.
Для приведения нивелира в рабочее положение служат подъёмные винты подставки, для точного горизонтирования визирной оси при взятии отсчёта — элевационный винт. Прямую линию между оптическим центром объектива и перекрестием сетки нитей называют визирной осью зрительной трубы.
Маркировка нивелиров, выпускаемых в России, состоит из буквенно-цифрового кода примерно такого вида: 3Н2КЛ. Здесь цифра 3 обозначает модификацию прибора, буква Н — нивелир, цифра 2 — среднеквадратическая погрешность на 1 километр двойного хода в миллиметрах, К — наличие компенсатора, Л — наличие горизонтального лимба для измерения горизонтальных углов (обычно с точностью порядка одного градуса).
Современные оптические нивелиры оснащены автоматическим компенсатором — устройством автоматической установки зрительной оси прибора в горизонтальное (рабочее) положение. В нивелирах с компенсатором цилиндрический уровень, параллельный оси зрительной трубы, может отсутствовать. В большинстве нивелиров также имеется круглый уровень для грубого горизонтирования инструмента.
Все оптические нивелиры имеют также нитяной дальномер для определения расстояний по рейке. Это связано с необходимостью контролировать равенство плеч при нивелировании способом «из середины».
По точности нивелиры делятся на высокоточные, точные и технические. Высокоточные оптические нивелиры снабжены микрометренной пластиной или съёмной насадкой для взятия отсчётов по штриховой инварной рейке. Для технического нивелирования, а также нивелирования III и IV классов точности обычно применяются шашечные рейки.
Помимо оптических, в последние годы получили распространение цифровые нивелиры. Они используются со специальной штрихкодовой рейкой, что позволяет автоматизировать взятие отсчёта. Цифровые нивелиры обычно оснащены запоминающим устройством, позволяющим сохранять результаты наблюдений.
В настоящее время существует терминологическая путаница понятий построитель плоскостей и Лазерный нивелир. Сам по себе такой прибор не является измерительным, то есть нивелиром. Однако при наличии измерительной нивелирной рейки и достаточной стабильности указания уровня (в соответствии требованиями точности измерения для оптических нивелиров по ГОСТ 10528-90), эти приборы можно считать нивелирами. Если же требования по точности измерения, которые можно выполнить по проецируемой линии, не соответствуют этим требованиям, подобные приборы следует считать лазерными уровнями (большинство бытовых приборов), что соответствует функциям строительных уровней согласно ГОСТ 9416-83 по проверке горизонтальных и вертикальных плоскостей, но не измерению разности высот.

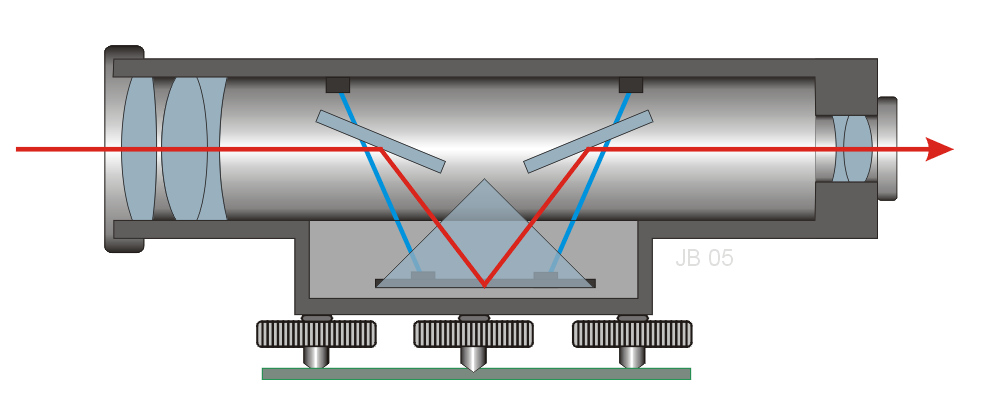
Принцип нивелира с компенсатором